# Jacek Unold
Jacek Jan Unold (ur. 1956) – polski inżynier (mgr inż. budownictwa lądowego), ekonomista, profesor tytularny nauk ekonomicznych i zarządzania, profesor zwyczajny Wyższej Szkoły Bankowej we Wrocławiu.

## Życiorys
Absolwent Politechniki Wrocławskiej (budownictwo lądowe, 1980). Bezpośrednio po studiach przez kilkanaście lat pracował w wykonawstwie budowlanym, m.in. jako kierownik budowy i dyrektor naczelny dużego przedsiębiorstwa państwowego. 
Na Akademii Ekonomicznej (obecnie Uniwersytet Ekonomiczny) we Wrocławiu uzyskał stopień doktora (1997), a w 2004 habilitację. W 2013 otrzymał nominację profesorską z rąk Prezydenta RP.
Stypendysta Programu Fulbrighta (2001–2002) w USA. W 2005-2008, również w USA, stypendysta indywidualnego programu Marie Curie Outgoing International Fellowships, realizowanego w VI Programie Ramowym Unii Europejskiej.  
Członek Fulbright Association w Waszyngtonie (dożywotnio) oraz Marie Curie Fellows Association w Brukseli.  
Visiting professor na uniwersytetach w USA, Australii, Japonii, Chinach, Norwegii i Holandii.  
Ekspert Komisji Europejskiej.  

## Publikacje
Autor ponad 150 artykułów, 5 książek oraz kilku rozdziałów w monografiach amerykańskich, m.in.:
- Zarządzanie informacją w cyberprzestrzeni, Wydawnictwo Naukowe PWN, Warszawa, 2015, 332 s.
- Dynamika systemu informacyjnego a racjonalność adaptacyjna. Teoretyczno-metodologiczne podstawy nowego ujęcia zasady racjonalności. Wyd. Naukowe AE we Wrocławiu, Wrocław 2003, 252 s.
- Systemy informacyjne marketingu, Wyd. Naukowe A.E. we Wrocławiu, Wrocław 2001, 320 s.